# مویک
مویک یا پیلی (به انگلیسی: Pilus) زائده رشته مانند ظریفی که به تعداد فراوان در سطح باکتریها یافت می‌شود و خصوصیات آنتی ژنی و عملکردهای جنسی یاخته از آن منشأ می‌گیرد.

ساختار سلول پروکاریوتی باکتری.